# 劍狀腔吻鱈
劍狀腔吻鱈，為輻鰭魚綱鱈形目鼠尾鱈科的其中一種，分布於中東太平洋夏威夷海域，深度296-647公尺，屬深海底棲性魚類，棲息在底中層水域，生活習性不明。